# Henri Colpi
Henri Colpi (* 15. Juli 1921 in Brig, Wallis; † 14. Januar 2006 in Menton an der Côte d’Azur) war ein Schweizer Regisseur, Drehbuchautor und Filmeditor.

## Leben

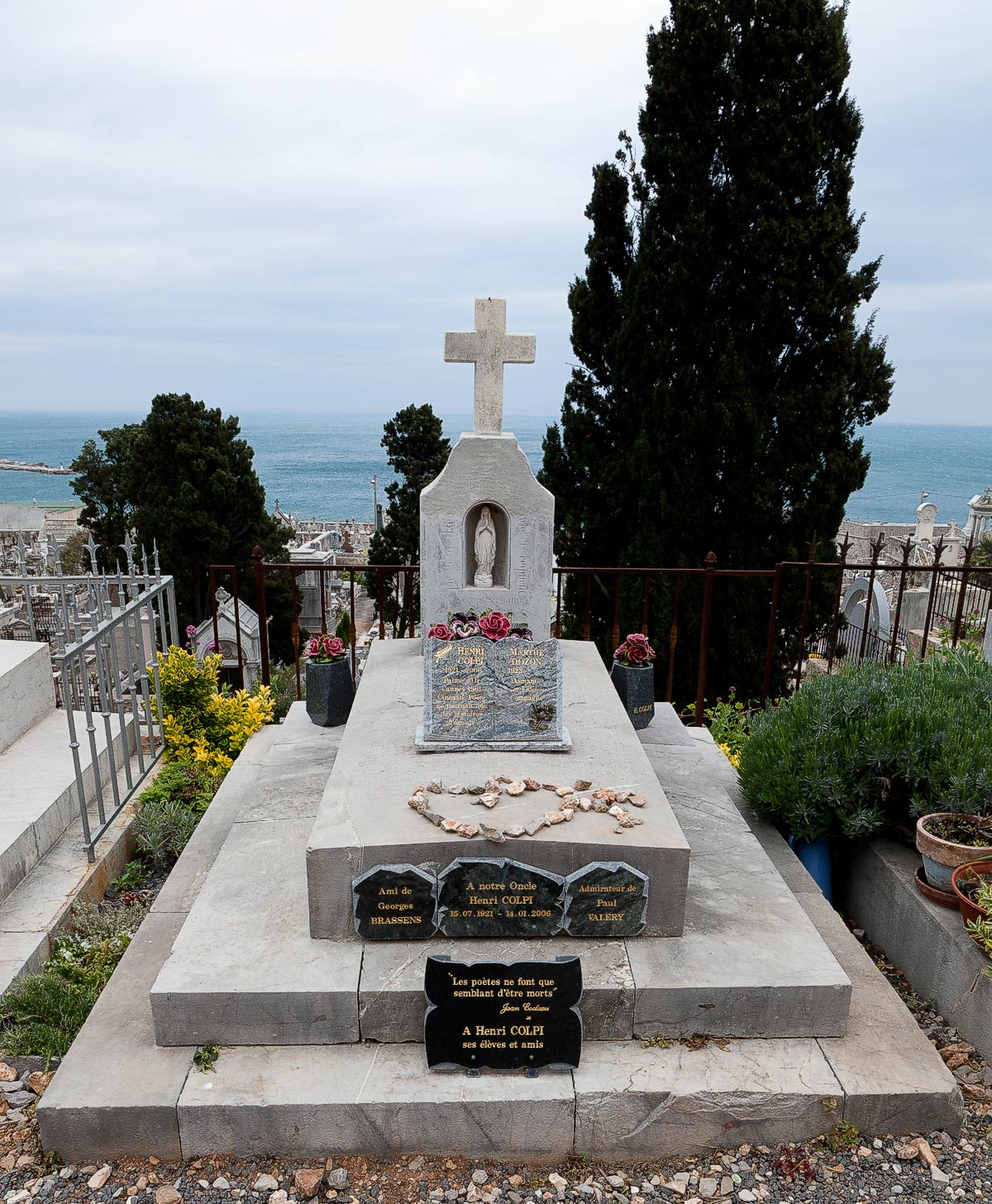
Grab von Henri Colpi (Cimetière marin de Sète)

Schon mit seiner ersten Regiearbeit feierte Henri Colpi 1961 seinen größten Erfolg. Noch nach Jahr und Tag (Une aussi longue absence) wurde mit der Goldenen Palme der Filmfestspiele von Cannes 1961 ausgezeichnet. Zwei Jahre später bekam er bei den Festspielen 1963 für sein Drehbuch zum Film Codine einen weiteren Preis verliehen. Diesen und weitere Filme drehte er in Zusammenarbeit mit Rumänien, darunter 1965 Pour une étoile sans nom nach der Vorlage eines Theaterstücks von Mihail Sebastian. Jedoch floppten seine Filme an den Kinokassen, so dass Colpi sich dem Fernsehen zuwandte. Für das Fernsehen war er vor allem als Regisseur von Fernsehserien tätig. In der Kategorie Filmschnitt war er für die Dokumentarserie Cousteau – Abenteuer Ozean (The Cousteau Odyssey) für einen Emmy nominiert.

## Auszeichnungen
- 1960: Louis-Delluc-Preis für Noch nach Jahr und Tag
- 1961: Goldenen Palme für Noch nach Jahr und Tag, Internationale Filmfestspiele von Cannes
- 1963: Bestes Drehbuch für Codine, Internationale Filmfestspiele von Cannes
- 1965: Kinema-Jumpō-Preis für Noch nach Jahr und Tag
- 1980: Emmy-Nominierung für The Cousteau Odyssey
- 2006: Kommandeur des Ordre des Arts et des Lettres[1]

## Filmografie (Auswahl)
R= Regie, B =Drehbuch, S=Schnitt, T=technischer Berater
- 1956: Picasso (Le Mystère Picasso), S
- 1959: Hiroshima, mon amour, S
- 1961: Noch nach Jahr und Tag (Une aussi longue absence), R
- 1961: Letztes Jahr in Marienbad (L'Année dernière à Marienbad), S
- 1965: Pour une étoile sans no R
- 1973: Herrscher einer versunkenen Welt (La Isla misteriosa y el capitán Nemo), R/B
- 1977: Bilitis, S/T
- 1981: Die Früchte der Leidenschaft (Les Fruits de la passion), S
- 1982: Der große Bruder (Le grand frère), S
- 1989: Sehnsucht nach Australien (Australia), S